# ChaRonda Williams
Pour les articles homonymes, voir Williams.
ChaRonda Regina Williams  (née le 27 mars 1987) est une athlète américaine, spécialiste du sprint. 

## Biographie
Elle remporte l'épreuve du 200 m de Ligue de diamant 2012, après s'être notamment imposée lors du meeting de Londres et de Stockholm.
Elle termine sixième du 200 m lors des championnats du monde à Moscou, en 22 s 81, le même temps qu'elle avait réalisé en demi-finale lors de ceux de 2009 à Berlin.

### Palmarès
| Date | Compétition           | Lieu             | Résultat | Épreuve   | Temps         |
| ---- | --------------------- | ---------------- | -------- | --------- | ------------- |
| 2012 | Ligue de diamant      | Ligue de diamant | 1re      | 200 m     | Détails       |
| 2013 | Championnats du monde | Moscou           | 6e       | 200 m     | 22 s 81       |
| 2015 | Championnats NACAC    | San José         | 2e       | 100 m     | 11 s 21       |
| 2015 | Championnats NACAC    | San José         | 1re      | 4 x 400 m | 3 min 25 s 34 |

### Records
| Épreuve | Performance | Lieu       | Date            |
| ------- | ----------- | ---------- | --------------- |
| 100 m   | 11 s 07     | Des Moines | 21 juin 2013    |
| 200 m   | 22 s 32     | Lucerne    | 14 juillet 2015 |